# Софі Марсо
Софі́ Марсо́ (фр. Sophie Marceau, справжнє прізвище Мопю, фр. Maupu; нар. 17 листопада 1966, Париж) — французька акторка й режисер кіно.

## Біографія

### Ранні роки
Софі Даніель Сільві Мопю народилася 17 листопада 1966 року в 15-му окрузі Парижа (Сена), в родині Бенуа Мопю, водія вантажівки, і Сімони (уродженої Моріссе, 1938—2016), яка працювала в паризькому універмазі, а потім у пивному барі. У неї є брат Сільвен, старший за неї на три роки.
Софі провела раннє дитинство в будинку у Шелі з батьками, братом і двоюрідною сестрою, а потім переїхала до квартири на вулиці Габріель-Пері, 162 у передмісті Парижа — Жантії. Її батьки розлучилися, коли їй було 9 років; пізніше вони знову одружилися.
Софі навчалась у середній школі Кюрі де Жантії, а у 1981—1982 відвідувала ліцей Еліза-Лемонньє у 12-му окрузі Парижа.

### 1980-ті роки: початок кар'єри
У лютому 1980 року, щоб заробити трохи грошей, вона влаштувалася в одне з модельних агентств, які шукали підлітків. Кастинг-директор Франсуаз Менідре, перебуваючи у пошуках кандидатки на роль Вік у романтичній комедії Клода Піното «Бум», попросила модельні агенції порекомендувати підлітка на роль у комедії. Агентство запропонувало кандидатуру 13-річної Софі. За словами Софі на той час вона не планувала стати акторкою, і її це не цікавило, але під час кінопроб з кількох тисяч претенденток обрали саме її, оскільки режисеру сподобалась її рішучість та природність. Вона взяла собі сценічне прізвище «Марсо», взяте із назви паризької вулиці. У «Бумі» вона зіграла роль бунтівного підлітка, яка принесла їй миттєву славу. Стрічка, випущена у грудні того року, мала грандіозний успіх у Франції (де його подивилося понад 4 мільйони глядачів) та у низці європейських країн. За підсумками глядацького опитування Софі вдало зобразила образ «ідеальної французької дівчини». 1982 року вийшла стрічка-продовження фільму — «Бум 2», за який Марсо здобула премію «Сезар» «Найперспективніша акторка». Того ж року Марсо підписала контракт з найбільшою кінокомпанією Франції «Gaumont». Надалі не зупиняючись на досягнутому, Марсо переходить до інших жанрів, а серед її партнерів на знімальному майданчику з'явились одні з найвидатніших французьких акторів.
1981 року Марсо дебютувала як співачка записавши зі співаком Франсуа Валері платівку «Dream in Blue», з піснями П'єра Деланое. Того ж року Марсо відмовилася від головної ролі у скандальному фільмі «Тесть», в якому вона мала зіграти дівчинку-підлітка, що спокушає свого вітчима на сексуальні стосунки.
1984 року Марсо знялася разом з Жаном-Полем Бельмондо та Марі Лафоре у комедії «Весела Пасха» режисера Жоржа Лотнера за п'єсою Жана Пуаре. Продюсери, як і Бельмондо, розраховували що успіху стрічки сприятимуть відгук його старих шанувальників та симпатії молоді до Марсо після її тріумфу у картині «Бум». Але прихильникам Бельмондо не подобалося, що його героя у фільмі «принижує» молода дівчина у виконанні Марсо, тоді як шанувальників акторки дратувало, що її героїня «крутить роман» з чоловіком набагато старше неї.
Після зйомок у Жоржа Лотнера того ж року її обрали на головну роль у фільмі «Гарем» (1985) режисера Артура Жоффе, де вона мала грати з Беном Кінгслі. Однак з невідомих причин замість неї зіграла Настасія Кінскі. Також цього часу Марсо мала зіграти роль Діани у фільмі «Фаворитка», нереалізованому проєкті, який мав стати поворотним пунктом у її кінокар'єрі.
1985 року Марсо зіграла у авторській драмі «Шалене кохання» за мотивами твору Федора Достоєвського «Ідіот», її першому фільмі у Анджея Жулавського, з яким тоді перебувала у стосунках. Оскільки ці зйомки суперечили контракту з «Gaumont», їй довелося розірвати його. Компанія виставила їй неустойку — мільйон франків, на виплату якої акторка витратила майже всі свої зароблені гроші. У цьому їй допоміг Жулавський, незабаром обидва поїхали до Польщі. Надалі вона могла вільно вибирати наступні фільми.
Також 1985 року Марсо записла свій перший (і останній) альбом «Certitude». Він написаний тим же тандемом (слов Етьєна Рода-Жиль, музика Франк Лангарольфф), який пізніше писав пісні для Ванесси Параді. Альбом виявився провальним, проте шанувальникам Марсо було цікаво послухати її виконання.
1986 року Марсо зіграла з Клодом Брассером у драмі «Зішестя у пекло». Фільм викликав скандал у публіки на момент виходу, оскільки Брассер і Марсо зіграли пару зі сценами оголення, незважаючи на значну різницю у віці (50 і 20 років відповідно на момент зйомок). Особливо суперечливо це виглядало на тлі стрічок «Бум» і «Бум 2», де Брассер грав батька героїні Марсо. За словами Брассера роль у «Зішесті у пекло» була вибором, який йому дорого обійшовся, після чого на нього обрушився потік гнівних листів, у яких його мало не звинуватили в інцесті.
1988 року Клод Піното знову запропонував їй роль в романтичній комедії «Студентка», яка також мала великий успіх. Марсо виконала роль студентки Валентін, яка готується до іспитів у Сорбонні і підробляє вчителькою.
Того ж року вийшов історично-пригодницький фільм «Шуани!» режисера Філіппа де Броки, де вона грала разом з Філіппом Нуаре і Ламбером Вільсоном. Фільм заснований на однойменному романі Оноре де Бальзака оповідав історію жінки, яка мала вибрати між двома братами, які перебувають по різні боки Французької революції 1793 року. За роль у цій стрічці Марсо визнали «Найкращою романтичною акторкою» на Міжнародному фестивалі романтичних фільмів у Кабурі 1988 року.

### 1990-ті роки
1991 року Марсо дебютувала на театральній сцені у виставі «Еврідика» Жана Ануя. За цю роботу вона отримала нагороду «Мольєра» (як відкриття театрального року). Через два роки акторка знову повернулася в театр, де грала у виставі «Пігмаліон».
Навесні 1995 року Марсо виступила в ролі режисера свого першого короткометражного фільму «Світанок навиворіт» тривалістю 8 хвилин, сценарій якого вона написала під час зйомок у «Хороброму серці». «Світанок навиворіт» було представлено на відкритті фестивалю «Упевнений погляд» у Каннах 1995 року.
1999 року зіграла дівчину Бонда у черговому, 19-му за ліком, епізоді Бондіани — підступну, але дуже вразливу Електру Кінґ. Продовжує активно зніматися.

### 2010-ті роки: романтичні комедії та незалежні драми
2010 року Марсо зіграла головну роль у комедійній драмі «Велика маленька Я», сценаристом та режисером якої був Янн Самуель. Наступного року вона разом з Гадом Ельмалехом знялася в романтичній комедії «Кохання з перешкодами», яка вийшла на екрани у червні 2012 року та мала великий успіх.
Також 2012 року вона озвучила документальний фільм «Франція, що рятується» («La France sauvage»), який вийшов в ефір 29 січня на телеканалі ARTE, та однойменний десятисерійний документальний серіал, що транслювався з 9 по 20 квітня 2012 року.
2013 році вона знялася разом з Міу-Міу в незалежному трилері Жана-Поля Лілієнфельда «Зупини мене».
2014 року Марсо вчергове знялася у режисерки Лізи Азуелос, у романтичній стрічці «Одна зустріч», де вона грала разом з Франсуа Клюзе. Того ж року вона зіграла у ще одній романтичній стрічці «Хочеш чи ні?» режисерки Тоні Маршалл, виконавши головні ролі з Патріком Брюелем.
2015 року вона була членом журі повнометражних фільмів Каннського кінофестивалю під головуванням Братів Коенів, разом з акторками Россі де Пальма та Сієною Міллер, співачкою Рокією Траоре, актором Джейком Джилленголом та режисерами Ґільєрмо дель Торо і Ксав'є Доланом.
Також 2015 року вона знялася у незалежному трилері «Пташки у клітці», який вийшов на екрани наступного року.
2017 року у Китаї Марсо зняла свій четвертий повнометражний фільм, комедію «Місіс Міллс», де вона також разом із П'єром Рішаром виконала головну роль.

## Особисте життя
1984 року, у віці 17 років, у Софі Марсо почалися стосунки з польським режисером Анджеєм Жулавським, на 26 років старшим за неї, з яким вона познайомилася на Каннському кінофестивалі 1981 року за три роки до того. 24 липня 1995 року у них народився син Венсан. 2001 року вони розлучились.
Ще 1999 року, під час зйомок фільму «І цілого світу замало», у Марсо почалися стосунки з продюсером Джимом Лемлі, з яким вона познайомилася на зйомках «Анни Кареніної» наприкінці 1996 року. 13 червня 2002 року у них народилася дочка Жюльєтт.
2007 року Марсо розлучилася з Лемлі, після того, як акторка закохалася з першого погляду у Крістофа Ламбера, з яким познайомилася на зйомках фільму «Зникла в Довілі». Вона була режисеркою стрічки і виконала головну роль. 11 липня 2014 року вони оголосили про своє розставання.
З січня по листопад 2016 року Марсо була у стосунках з шеф-кухарем Сірілом Ліньяком. У липні 2020 року стало відомо про її стосунки з театральним продюсером Рішаром Кайятом. 2022 року вони розлучилися.

## Фільмографія

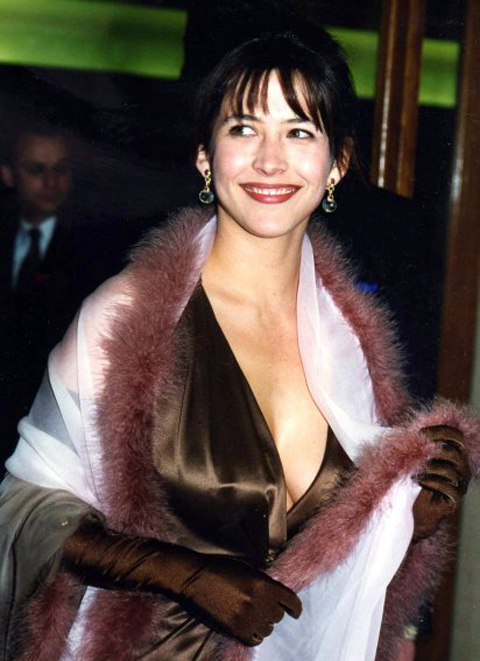
Премія «Сезар» (1996).

| Рік  |   | Українська назва                 | Оригінальна назва                        | Роль                    |
| ---- | - | -------------------------------- | ---------------------------------------- | ----------------------- |
| 1980 | ф | Бум                              | La Boum                                  | Victoire Beretton       |
| 1982 | ф | Бум 2                            | La Boum 2                                | Вікторія Береттон       |
| 1984 | ф | Форт Саган                       | Fort Saganne                             | Мадлен де Сент-Ілет     |
| 1984 | ф | Весела Пасха                     | Joyeuses Pâques                          | Жюлі                    |
| 1985 | ф | Шалене кохання                   | L'Amour braque                           | Марі                    |
| 1985 | ф | Поліція                          | Police                                   | Norya                   |
| 1986 | ф | Зішестя у пекло                  | Descente aux enfers                      | Lola Kolber             |
| 1988 | ф | Студентка                        | L'étudiante                              | Valentine Ezquerra      |
| 1988 | ф | Шуани!                           | Chouans!                                 | Céline                  |
| 1989 | ф | Мої ночі прекрасніші за ваші дні | Mes nuits sont plus belles que vos jours | Blanche                 |
| 1990 | ф | Тихі палісади                    | Pacific Palisades                        | Bernadette              |
| 1991 | ф | Для Саші                         | Pour Sacha                               | Laura                   |
| 1991 | ф | Блакитна нота                    | La Note bleue                            | Solange Sand            |
| 1993 | ф | Фанфан                           | Fanfan                                   | Fanfan                  |
| 1994 | ф | Дочка д'Артаньяна                | La Fille de d'Artagnan                   | Елоїза д'Артаньян       |
| 1995 | ф | Хоробре серце                    | Braveheart                               | Принцеса Ізабела        |
| 1995 | ф | Поза хмарами                     | Al di là delle nuvole                    | дівчина у фільмі        |
| 1997 | ф | Анна Кареніна                    | Anna Karenina                            | Анна Кареніна           |
| 1997 | ф | Маркіза                          | Marquise                                 | Marquise du Parc        |
| 1997 | ф | Полум'я пристрасті               | Firelight                                | Елізабет Лорель         |
| 1999 | ф | Щаслива пропажа                  | Lost & Found                             | Lila Dubois             |
| 1999 | ф | Сон літньої ночі                 | A Midsummer Night's Dream                | Іполіта                 |
| 1999 | ф | І цілого світу мало              | The World Is Not Enough                  | Електра Кінґ            |
| 2000 | ф | Вірність                         | La Fidélité                              | Clélia                  |
| 2001 | ф | Бельфеґор — луврський привид     | Belphégor — Le fantôme du Louvre         | Lisa                    |
| 2003 | ф | Алекс та Емма                    | Alex and Emma                            | Polina Delacroix        |
| 2003 | ф | Я лишаюся!                       | Je reste!                                | Marie-Dominique Delpire |
| 2004 | ф | Ключі від машини                 | Les clefs de bagnole                     |                         |
| 2004 | ф | Цього вечора                     | A ce soir                                | Nelly                   |
| 2005 | ф | Ентоні Ціммер                    | Anthony Zimmer                           | Chiara Manzoni          |
| 2007 | ф | Зникла в Довілі                  | La Disparue de Deauville                 | Lucie/Victoria          |
| 2008 | ф | Жінки-агенти                     | Les Femmes de l'ombre                    | Louise                  |
| 2008 | ф | Попелюшка                        | Cendrillon                               | Фея                     |
| 2008 | ф | Лол                              | Lol                                      | Anne                    |
| 2008 | ф | По той бік ліжка                 | De l'autre côté du lit                   | Аріана                  |
| 2009 | ф | Не озирайся                      | Ne te retourne pas                       | Жанна                   |
| 2009 | ф | Прикута до ліжка                 | L'homme de chevet                        | Мюріель                 |
| 2010 | ф | Велика маленька Я                | L'âge de raison                          | Маргарет Флор           |
| 2012 | ф | Кохання з перешкодами            | Un bonheur n'arrive jamais seul          | Шарлотта                |
| 2013 | ф | Зупини мене                      | Arrêtez-moi                              | Обвинувачена            |
| 2014 | ф | Одна зустріч                     | Une rencontre                            | Ельза                   |
| 2014 | ф | Хочеш чи не хочеш?               | Tu veux… ou tu veux pas?                 | Жюдіт Шабрьє            |
| 2015 | ф | Історія душі                     | Une histoire d'âme                       | Вікторія                |
| 2016 | ф | Пташки у клітці                  | La Taularde                              | Матильда Лерой          |
| 2018 | ф | Місіс Міллс                      | Mme Mills, une voisine si parfaite       | Елен Мерсьє             |
| 2021 | ф | Все пройшло добре                | Tous s'est bien passé                    | Еммануель Бернхейм      |
| 2021 | ф | Прокляття Турандот               | Tu lan duo: Mo zhou yuan qi              | Королева Мальвії        |
| 2022 | ф | Я люблю Америку                  | I Love America                           | Ліза                    |
| 2022 | ф | Жінка нашого часу                | Une femme de notre temps                 | Жуліана Вербек          |

### Режисерські роботи
- Світанок навиворіт (фр. L’Aube a l’envers), 1995
- Розкажи мені про любов (фр. Parlez moi d'amour), 2002
- Зникла в Довілі (фр. La Disparue de Deauville), 2007
- Місіс Міллс (фр. Mme Mills, une voisine si parfaite), 2018